# نیکولا پکوویچ
نیکولا پکوویچ (انگلیسی: Nikola Peković؛ زادهٔ ۳ ژانویهٔ ۱۹۸۶) بازیکنان بسکتبال اهل مونته‌نگرو است.

## حرفه
از باشگاه‌هایی که در آن بازی کرده‌است می‌توان به باشگاه بسکتبال پارتیزان، باشگاه بسکتبال پاناتینایکوس، و مینه‌سوتا تیمبرولوز اشاره کرد.